# Igors Miglinieks
Igors Miglinieks, (nacido el 4 de mayo de 1964 en Riga, Letonia) fue un jugador soviético de baloncesto. Fue campeón olímpico  con la Unión Soviética en los JJ. OO. de Seúl 1988.

## Trayectoria
- 1984-1985 VEF Rīga
- 1985-1986 CSKA Moscú
- 1987-1988 VEF Rīga
- 1988-1989 CSKA Moscú
- 1991-1992 VEF Rīga
- 1993-1994  Braunschweig
- 1996-1997  Olimpas Plunge
- 1998-1999  BC Blonay
- 1998-1999 Barons/LMT
- 1999-2000  Skonto Rīga